# Camilla Weitzel
Camilla Weitzel (* 11. Juni 2000 in Hamburg) ist eine deutsche Volleyball- und Beachvolleyballspielerin.

## Karriere

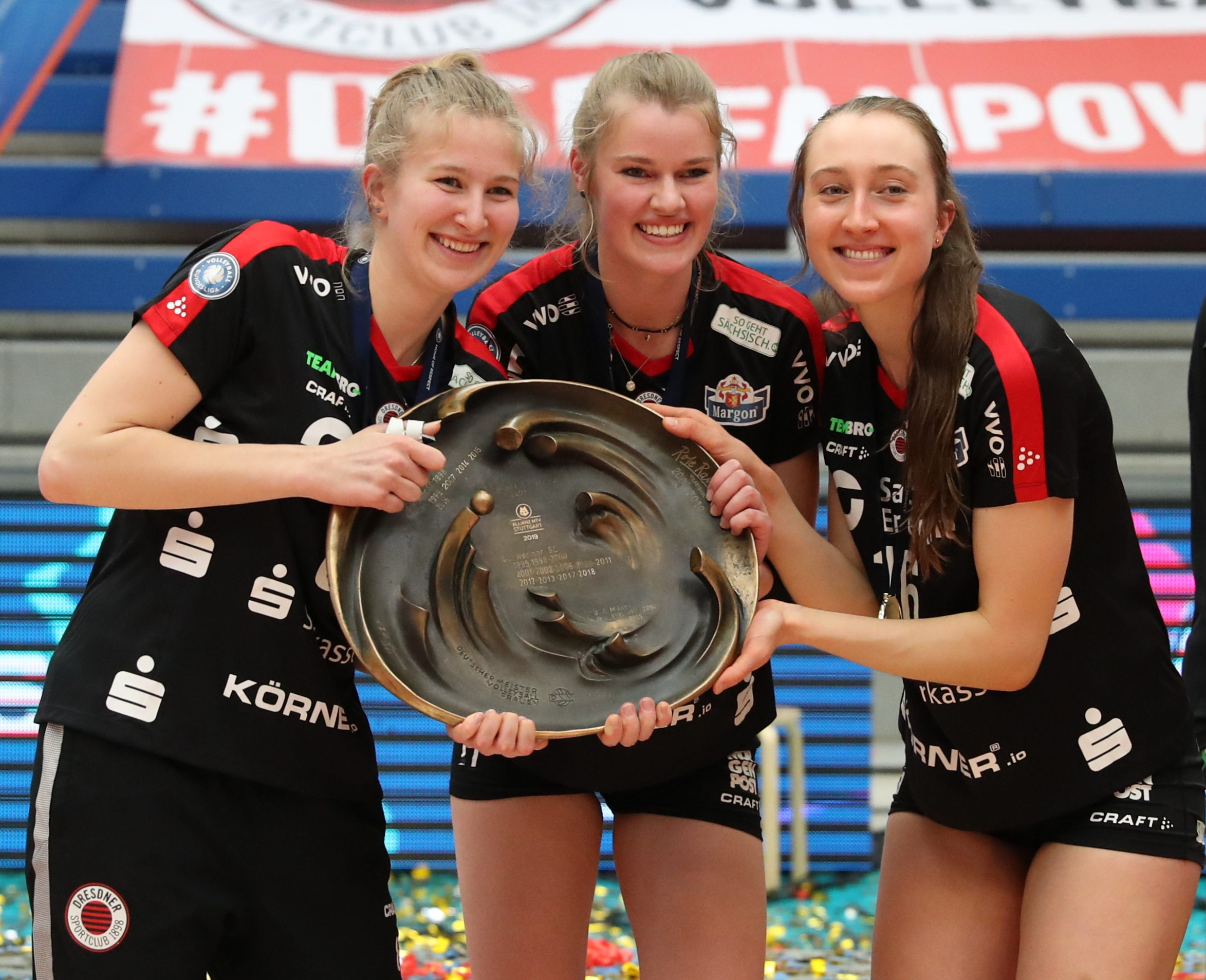
Camilla Weitzel (Mitte) zusammen mit Monique Strubbe und Madeleine Gates nach dem Gewinn der Deutschen Meisterschaft (2021)

### Verein
Weitzel beschäftigte sich sportlich zunächst mit Tennis, Turnen und Leichtathletik. Sie kam durch ihre Schwester zum Volleyball und begann ihre Karriere beim ASV Landau. 2013 ging sie zum Stützpunkt nach Dresden. Dort kam sie zunächst in der Nachwuchsmannschaft VC Olympia Dresden zum Einsatz und erhielt 2016 ein Doppelspielrecht für die 1. und 2. Deutsche Volleyball-Bundesliga.
Von 2014 bis 2017 war sie zudem als Beachvolleyballspielerin aktiv. Mit Maike Henning wurde sie dabei 2015 deutsche U17-Meisterin und mit Meghan Barthel 2017 deutsche Vizemeisterin der U19.
Nach der Saison 2016/17 dachte Weitzel wegen der großen Belastung über ein Karriereende nach. Im November 2017 kam sie wegen Ivana Mrdaks Verletzung in den Kader der Dresdner Erstligamannschaft und absolvierte ihre ersten Spiele in der Bundesliga-Saison 2017/18, die für Dresden im Playoff-Halbfinale endete. Die Mittelblockerin gehörte somit auch zum Team, das den DVV-Pokal 2017/18 gewann. Außerdem kam sie im CEV-Pokal zum Einsatz, wobei der DSC in einem deutschen Viertelfinal-Duell Allianz MTV Stuttgart unterlag. Die Saison 2018/19 verlief für Dresden weniger erfolgreich. Die Mannschaft schied im Achtelfinale des DVV-Pokals gegen Stuttgart und in der ersten Runde des CEV-Pokal gegen Yamamay Busto Arsizio ebenso früh aus wie im Playoff-Viertelfinale der Bundesliga. In der Saison 2019/20 gewann sie mit Dresden im Finale gegen Stuttgart erneut den DVV-Pokal. Im Challenge Cup stand der DSC im Halbfinale, als die Saison wegen der COVID-19-Pandemie abgebrochen wurde. In der ebenfalls abgebrochenen Bundesliga-Saison war die Mannschaft kurz vor Ende der Hauptrunde Tabellenvierter. In der Saison 2020/21 gelang der Gewinn der deutschen Meisterschaft.
Nach dem Gewinn der Meisterschaft verließ Weitzel den Dresdner SC zum italienischen Erstligisten Reale Mutua Fenera Chieri ’76, wo sie einen Ein-Jahres-Vertrag für die Saison 2021/22 unterzeichnete.

### Nationalmannschaft
Sie spielte ab 2014 in mehreren deutschen Nachwuchs-Nationalmannschaften. Im Sommer 2019 hatte Weitzel ihre ersten Einsätze in der deutschen Nationalmannschaft. Sie nahm mit der DVV-Auswahl an der Europameisterschaft 2019 teil, bei der die Mannschaft mit einem 2:3 im Viertelfinale gegen Polen ausschied.